# Autorité unitaire
Une autorité unitaire (en anglais, unitary authority) est une autorité locale bénéficiant d'une autonomie particulière lui permettant de remplir des fonctions gouvernementales.

## Canada
Au Canada, chaque province établit ses propres règles de gouvernement local donc la terminologie peut varier.
Dans certaines province, il existe un seul niveau de gouvernement local. Il n'est donc pas pertinent de trouver une expression spécifique pour décrire la situation.
La Colombie-Britannique possède une autorité unitaire, la municipalité régionale de Northern Rockies, établie en 2009.
En Ontario, le terme utilisé pour ce type de concept est single-tier municipality.

## Nouvelle-Zélande
En Nouvelle-Zélande, une unitary authority est une autorité territoriale (district, ville ou zone metropolitaine) qui assure aussi les fonctions d'un conseil régional. Il y en a cinq : Gisborne District Council (créée en 1989), Tasman District Council (1992), Nelson City Council (1992), Marlborough District Council (1992) et Auckland Council (2010).
Les îles Chatham ont depuis 1995, un conseil avec des pouvoirs proches de ceux d'un conseil régional (à l'exception de la question des transports),.

## Royaume-Uni
Au Royaume-Uni, les unitary authority sont des autorités locales établies selon les Local Government Changes for England Regulations 1994 réalisées suivant les pouvoirs conférés par le Local Government Act 1992 pour former un unique niveau de gouvernement local dans des zones spécifiées. Elles sont responsables de presque toutes les fonctions de gouvernement local dans ces zones.